# Idaea praecisa
Idaea praecisa is een vlinder uit de familie spanners (Geometridae). De wetenschappelijke naam is voor het eerst geldig gepubliceerd in 1934 door Reisser.
De soort komt voor in Europa.